# توم كونواي (ممثل)
توم كونواي (بالإنجليزية: Tom Conway)‏ هو ممثل بريطاني، ولد في 15 سبتمبر 1904 بسانت بطرسبرغ في روسيا، وتوفي في 22 أبريل 1967 في الولايات المتحدة.

## أعمال

### أفلام
- (1942) ريو تيتا
- (1953) بيتر بان[2][3][4][5]
- (1961) مئة مرقش ومرقش[6][7][8][9]

## وصلات خارجية
- توم كونواي على موقع IMDb (الإنجليزية)
- توم كونواي على موقع ألو سيني (الفرنسية)
- توم كونواي على موقع تيرنر كلاسيك موفيز (الإنجليزية)
- توم كونواي على موقع أول موفي (الإنجليزية)
- توم كونواي على موقع قاعدة بيانات الأفلام السويدية (السويدية)
- توم كونواي على موقع إن إن دي بي (الإنجليزية)
- توم كونواي على موقع قاعدة بيانات الفيلم (الإنجليزية)
- توم كونواي على موقع كينوبويسك (الروسية)